# Uti possidetis
L'uti possidetis è un principio del diritto internazionale sulla sovranità territoriale.
Traducibile dalla lingua latina come "così come possedete", l'espressione indica il mantenimento della sovranità su un territorio quando questa è già stata definita in passato.

## Storia
L'espressione ha origine nel diritto romano, dove la formula interdictum uti possidetis tutelava l'intangibilità del possesso già acquisito da una delle parti, purché questa lo avesse acquistato senza ricorrere alla violenza, né a sotterfugi né in conseguenza di un precedente rapporto come precarista.
Nel diritto internazionale, l'uso nasce dalla consuetudine in America Latina del XIX secolo di conservare i confini delle precedenti circoscrizioni coloniali per gli Stati di nuova indipendenza. Questo principio di diritto consuetudinario regionale è stato mantenuto anche in Africa durante il periodo della decolonizzazione del XX secolo. 
Il principio della stabilità delle frontiere è stato formalizzato nell'articolo 11 della Convenzione di Vienna sulla successione degli Stati rispetto ai trattati del 1978; ve ne è conferma anche all'articolo 62 della Convenzione di Vienna sul diritto dei trattati, per cui il principio rebus sic stantibus è da escludersi per i trattati che stabiliscono una frontiera. Il principio è inserito anche all'articolo 4 dell'Atto istitutivo dell'Unione africana del 2000. Tuttavia è possibile derogare a questo principio tramite accordo tra le parti.
Un esempio dell'applicazione di questo principio è la spartizione del Territorio Libero di Trieste secondo quanto previsto dal Trattato di Osimo del 1975. Il trattato stabilizzava la sovranità italiana sulla Zona A e quella iugoslava sulla Zona B. Al momento della successione dalla Jugoslavia ai nuovi Stati di Slovenia e Croazia, il Governo italiano non ha messo in discussione il trattato precedente in virtù del principio della stabilità delle frontiere, come stabilito anche dai lavori della Commissione Badinter nello stesso periodo.

## Casistica
- Burkina Faso c. Repubblica del Mali: Sentenza del 22 dicembre 1986, Corte internazionale di giustizia
- Benin c. Niger: Sentenza del 12 luglio 2005, Corte internazionale di giustizia